# Киркита
Киркита — озеро в Ики-Бурульском и Черноземельском районах Калмыкии. Расположено в 7 км к юго-востоку от посёлка Ачинеры.
Площадь поверхности — 3,66 км². Высота над уровнем моря — 6,9 м.
Относится к Западно-Каспийскому бассейновому округу, бассейну реки Восточный Маныч. Площадь — 3,78 км². Входит в систему Состинских озёр.

## Физико-географическая характеристика
Озеро расположено на западе Чёрных земель, являющихся частью Прикаспийской низменности. Озеро
Киркита является связующим звеном в цепи питания Состинских озёр и практически не пересыхает: на востоке сообщается с озером Замвита, на западе — озером Келтрикан. Озеро Киркита имеет наибольшие глубины из всех Состинских озёр. Наибольшие глубины отмечены в осеннее время: 3,5-4,0 м, а летом: 2,0-2,5 м.
Гидрологический режим озера естественно-антропогенный. Озеро расположено в зоне резко континентального, полупустынного климата. В условиях значительного испарения роль дождевых осадков в водном режиме озера не велика. До ввода в эксплуатацию Чограйского водохранилища основным источником питания водоёма являлись осадки, выпадающие в зимний период. С 1970-х в Киркиту, как и другие озёра Состинской системы поступают воды, сбрасываемые из Чограйского водохранилища.
В 2012 году минерализация воды составляла 2,8 г/л. Качественный состав вод натриево-сульфатно-хлоридный
Вокруг зеркала водоёма широкой полосой расположена прибрежно-водная растительность, занимая в среднем 25-30 % водной акватории.